# Jack Salvatore, Jr.
Jack Salvatore Jr. (Los Ángeles, California; 16 de octubre de 1989) es un actor estadounidense. Se graduó en Crespi Carmelite High School en mayo de 2007 y fue aceptado en la Universidad del Sur de California en la escuela de cine y artes. Su hermana, Hilary Salvatore Angelo, también es actriz, y su padre se llama Jack Salvatore, Sr.
Trabajó en la película Donnie Darko en 2001 y ha sido un actor clave para algunas series de televisión incluyendo Judging Amy y Still Standing. Hizo el papel de Mark del Figgalo en la serie de Nickelodeon Zoey 101. Jack trabajó en How I Met Your Mother e hizo un pequeño papel con Owen Wilson en Drillbit Taylor. Jack tuvo una reciente aparición en Mind of Mencia. Aparece en That '70s Show como un extra del programa. Desde el 2009 hasta el 2010 interpretó un rol en la serie 10 Things I Hate About You.

## Carrera
Salvatore apareció en la película de 2001 Donnie Darko y ha sido estrella invitada en varios programas de televisión, incluidos Judging Amy, That '70s Show y Still Standing. Es conocido por su papel recurrente como Mark Del Figgalo en la serie de televisión Nickelodeon / Family Zoey 101, donde apareció en 28 episodios. Salvatore apareció en Cómo conocí a vuestra madre y tuvo un pequeño papel en la película de Owen Wilson Drillbit Taylor.
En la apertura alternativa y el final alternativo de 13 Going on 30 (2004), Salvatore interpretó al joven Matt Flamhaff. Estos clips alternativos se pueden ver en las características especiales del DVD. Apareció en un episodio de Mind of Mencia y The Secret Life of the American Teenager, y tiene un papel recurrente en 10 Things I Hate About You. También fue estrella invitada en el programa de televisión Victorious como el comercial de pajelehoocho en el episodio 'Victori-Yes'. También trabajó como asistente de producción del escritor en programas como Victorious y Sam & Cat.

## Filmografía

### Cine
| Películas | Películas       | Películas        | Películas |
| Año       | Título          | Papel            |           |
| --------- | --------------- | ---------------- | --------- |
| 2023      | Zoey 102        | Mark Del Figgalo |           |
| 2012      | Overnight       | Niño             |           |
| 2009      | Stay Cool       | Estudiante       |           |
| 2009      | My Suicide      | Brainiac #2      |           |
| 2008      | Drillbit Taylor | Niño random      |           |
| 2001      | The Big House   | Chris            |           |
| 2001      | Donnie Darko    | Larry Riesman    |           |

### Televisión
| Series de televisión | Series de televisión                 | Series de televisión                      | Series de televisión |
| Año                  | Título                               | Papel                                     | Notas                |
| -------------------- | ------------------------------------ | ----------------------------------------- | -------------------- |
| 2013                 | Victorious                           | Chico en el centro comercial Pajelehoocho | Un episodio          |
| 2009-2010            | 10 razones para odiarte              | Brad                                      | 5 episodis           |
| 2009                 | Vida secreta de una adolescente      | Estudiante                                | Un episodio          |
| 2008                 | Mind of Mencia                       | Chico de blanco                           | Un episodio          |
| 2005-2008            | Zoey 101                             | Mark Del Figgalo                          | 27 episodios         |
| 2007                 | Cómo conocí a vuestra madre          | Drive Thru Attendant                      | Un episodio          |
| 2004                 | A pesar de todo                      | El oráculo                                | Un episodio          |
| 2004                 | Oliver Beene                         | Pat, el guitarrista                       | Un episodio          |
| 2003                 | La juez Amy                          | Isaac Rollins                             | Un episodio          |
| 2003                 | Aquellos maravillosos 70             | Chico                                     | Un episodio          |
| 2003                 | Fillmore!                            | Peter Chestnut                            | Un episodio          |
| 2002                 | For Your Love                        | Adolescente                               | Un episodio          |
| 2001                 | El gafe                              | Niño de la silla de ruedas                | Un episodio          |
| 2000                 | Tres para todo                       | Brat                                      | Un episodio          |
| 2000                 | The Drew Carey Show                  | Scout                                     | Un episodio          |
| 2000                 | The Wonderful World of Disney        | Habitante de la isla                      | Un episodio          |
| 1998                 | Los líos de Caroline                 | Street Urchin                             | Un episodio          |
| 1998                 | The Secret Diary of Desmond Pfeiffer | Joven Abe Lincoln                         | Un episodio          |
| 1998                 | Cosas de marcianos                   | Roy                                       | Un episodio          |
| 1997                 | Jenny                                | Chico                                     | Un episodio          |
| 1997                 | Men Behaving Badly                   | Joven Jamie                               | Un episodio          |

### Cortometrajes
| Cortometraje | Cortometraje  | Cortometraje | Cortometraje |
| Año          | Título        | Papel        |              |
| ------------ | ------------- | ------------ | ------------ |
| 2013         | Flashbangers  | D-Mac        |              |
| 2005         | My Name Is... | Director Kid |              |